# 平岡 (札幌市)
平岡（ひらおか）は、北海道札幌市清田区にある地名。札幌市清田区の中心的な町の一つ。
河川は札幌新道付近に三里川があるのみである。
地名は「坂の上」と呼ばれたあたりで、平らな丘（岡）という意味に由来する。

## 主要道路
- 札幌新道
- 厚別滝野公園通
- 平岡循環通
- 上野幌平岡通
- 厚別中央通
- 平岡中央通
- 北野通
- 国道36号

## 歴史
- 1944年（昭和19年）：アシリベツ地域が6地域（清田・北野・真栄・平岡・里塚・有明）に分かれる[4]
- 1945年（昭和20年）：平岡地区に電灯がつく[4]
- 1961年（昭和36年）：豊平町が札幌市と合併される[4]
- 1997年（平成9年）：清田区が豊平区から分区する[4]

## 住所
| 町丁                              | 郵便番号 |
| --------------------------------- | -------- |
| 平岡1条1丁目～6丁目               | 004-0871 |
| 平岡2条1丁目～6丁目               | 004-0872 |
| 平岡3条1丁目～6丁目               | 004-0873 |
| 平岡4条1丁目〜3丁目、6丁目～7丁目 | 004-0874 |
| 平岡5条1丁目〜4丁目、6丁目        | 004-0875 |
| 平岡6条1丁目〜4丁目               | 004-0876 |
| 平岡7条1丁目〜4丁目               | 004-0877 |
| 平岡8条1丁目〜4丁目               | 004-0878 |
| 平岡9条1丁目〜4丁目               | 004-0879 |
| 平岡10条1丁目〜3丁目              | 004-0880 |
| 平岡○番地                         | 004-0889 |

## 札幌市による施設
- 清田区役所（平岡1-1）
- 清田図書館（平岡1-1・清田区役所内）
- 清田体育館（平岡1-5）
- 平岡樹芸センター（平岡4-3）

## 教育
- 高等学校
  - 北海道札幌平岡高等学校（平岡4-6）
- 中学校
  - 札幌市立平岡中学校（平岡2-5）
  - 札幌市立平岡中央中学校（平岡5-4）

- 小学校
  - 札幌市立平岡南小学校（平岡2-6）
  - 札幌市立平岡中央小学校（平岡5-3）
  - 札幌市立平岡小学校（平岡9-2）
- その他の学校
  - 北海道朝鮮初中高級学校（平岡4-2）

## 交通機関
平岡のみならず、清田区には札幌市営地下鉄が通っていない。これは札幌市10区の中では清田区と手稲区のみである。
バス路線は北海道中央バス平岡営業所が設置され、北海道中央バスのほかジェイ・アール北海道バスも乗り入れる。路線については営業所記事（平岡営業所に加え大曲営業所、白石営業所）および空知線 (ジェイ・アール北海道バス)を参照。
また、国道36号では、北海道中央バスと北都交通が新千歳空港まで道央自動車道を経由する新千歳空港連絡バスも運行している。